# DATEM
DATEM ويعرف أيضًا بـ (E472e) وهو عبارة عن مستحلب أساسي يستخدم في الخَبز لتقوية شبكة الغلوتين داخل العجينة. تتم إضافته للعجينة من أجل تكوين القشرة الخارجية للخُبز كما في خبز الجاودار لتحسين المطاطية، والقوام عند المضغ، كما تتم إضافته لإنتاج البسكويت، مبيضات القهوة، الصلصة، المثلجات، توابل من الزيت والخل (الصلصات) الخاصة بالسَلطة.

## كيميائياً
على الرغم من أن الطريقة الفعلية لاستخراج «حمض الترتريك ثنائي الأسيتيل المرتبط برابطة استر مع أحادي وثنائي الغليسيريد» غير مفهومة تماماً، إلا أنه يُظهِر أن لديه قدرة بالتفاعل مع الأجزاء الكارهة للماء الموجودة داخل الغلوتين، مما يساعد في تشكيل البروتينات الغير منطوية على بعضها وتكوين الروابط البينية في التراكيب.
«حمض التارتريك ثنائي الأسيتيل المرتبط برابطة استر مع أحادي وثنائي الغليسيريد» تتشكل من روابط استر مدموجة بالغليسرين والتي فيها واحدة أو أكثر من مجموعات الهيدروكسيل من الغليسيرين تتم استرتها من خلال حمض التارتريك ثنائي الأسيتيل وبواسطة الأحماض الدهنية. المكون يتم تحضيره من خلال مفاعلة حمض التارتريك الغير المضاف له الهيدروجين مع أحادي أو ثنائي الغليسريد الذي يستخرج من المصادر القابلة للأكل. المكونات الرئيسية هي جزيء الغليسرول مع بقايا حمض السيتريك، بقايا حمض التارتريك ثنائي الغليسيرايد ومجموعة هيدروكسيل ثنائية حرة.
على خلاف المستحلبات التجارية التي يتم استخدامها بالعجائن، «حمض التارتريك ثنائي الأسيتيل المرتبط برابطة استر مع أحادي وثنائي الغليسيريد» لا تشكل معقدات النشا. وظيفته الأساسية كمقوّي. كما يشكل الشكل المثالي منه بأغلب الخَبز التجاري ما نسبته من 0.375 إلى 0.5% من الوزن الكلي للطحين.
الصناعة
«حمض التارتريك ثنائي الأسيتيل المرتبط برابطة استر مع أحادي وثنائي الغليسيريد» مشتق من حمض التارتريك وأحادي الغليسرايد وثنائي الغليسرايد.

## الإثبات
في الولايات المتحدة، يتميز«حمض التارتريك ثنائي الأسيتيل المرتبط برابطة استر مع أحادي وثنائي الغليسيريد» بأنه آمن بشكل عام وذلك من خلال توثيقه من منظمة الغذاء والدواء (FDA) بشكل خاص من خلال رمز من تنظيمات فيدرالية وهو كالآتي (21CFR184.1101). «حمض التارتريك ثنائي الأسيتيل المرتبط برابطة استر مع أحادي وثنائي الغليسيريد» مثبت بواسطة هيئة سلامة الأغذية الأوروبية لاستخدامه كمضاف غذائي عن طريق حرف E بالإنجليزية متبوع برقم (E472e).